# Juan Negrín
Juan Negrín (født 3. februar 1892, død 2. november 1956) var en spansk læge og politiker, som repræsenterede socialistpartiet PSOE. Han var Spaniens finansminister fra september 1936 til maj 1937 i regeringen ved Francisco Largo Caballero og derefter statsminister frem til republikkens fald i februar 1939. 
Negríns mål som statsminister var at styrke en progressiv, moderat venstreorienteret kurs for at dæmme op mod både Francos oprørsstyrker og venstreorienterede anarkister og revolutionære. Derimod blev han kritiseret for at give for stor magt til partneren Partido Comunista Español – det spanske kommunistparti.
Efter Republikkens fald i 1939 gik han i eksil og døde i Paris i 1956.
1. ↑  Navnet er anført på engelsk og stammer fra Wikidata hvor navnet endnu ikke findes på dansk.